# قائمة المنظمات اليزيدية
المنظمات الإيزيدية

## العراق
- الحركة اليزيدية للإصلاح والتقدم
- تحالف سنجار
- قوة حماية ايزيدخان
- وحدات مقاومة سنجار
- وحدات نساء ايزيدخان
- الآسايش (قضاء سنجار)[1]

## الولايات المتحدة الأمريكية وكندا
- يزدا[2]
- مبادرة ناديا [الإنجليزية]

## أوروبا

### ألمانيا
- الأكاديمية الإيزيدية [الإنجليزية][3]
- جمعية الأكاديميين الإيزيديين
- مؤتمر الإيزيديين حول العالم (e. V.)
- قناة Cira TV
- قناة إيزدان
- قناة 4Sem TV
- قناة Ezida TV
- إيزيديبريس (Ezidipress)
- الجمعية الثقافية الإيزيدية في سارلاند (e. V.)
- المجلس المركزي للإيزيديين في ألمانيا (ZÊD)
- جمعية التعاون المسيحي-الإيزيدي في البحث العلمي
- المركز الثقافي الإيزيدي في أولدنبورغ والمناطق المحيطة بها (e. V.)
- المنتدى الإيزيدي (e. V.)
- اتحاد المحاميات والمحامين الإيزيديين
- جمعية رائدات ورجال الأعمال الإيزيديين (GEU)

### فرنسا
- جمعية الإيزيديين في فرنسا (AYF)

### جورجيا
- المجلس الديني للإيزيديين في جورجيا
- المؤتمر الوطني للإيزيديين الجورجيين

### هولندا
- مؤسسة الإيزيديين الأحرار

### روسيا
- مؤتمر الإيزيديين
- قناة لالش TV
- منظمة يازيدستفو (Yazidstvo)

### أخرى
- التحالف الإيزيدي - الهندوسي
- الإيزيديون الأحرار - صحيفة الهندوس
- تحالف الصداقة الإيزيدية - اليهودية
- التحالف الإيزيدي - اليهودي - الهندوسي
- مجموعة أصدقاء الإيزيديين